# Golan Gutt
Golan Gutt (in ebraico גולן גוט‎?; Natanya, 7 novembre 1994) è un cestista israeliano.

## Palmarès
- Campionato israeliano: 1

Maccabi Rishon LeZion: 2015-16